# Lala-bisa
Pour les articles homonymes, voir Lala.
Le lala ou lala-bisa est une langue bantoue parlée en Zambie. Il ne doit pas être confondu avec le lala (en), langue bantoue du groupe nguni.